# Capparis diversifolia
Capparis diversifolia är en kaprisväxtart som beskrevs av Robert Wight och Arn. Capparis diversifolia ingår i släktet Capparis och familjen kaprisväxter. Inga underarter finns listade i Catalogue of Life.